# Şöbiyet

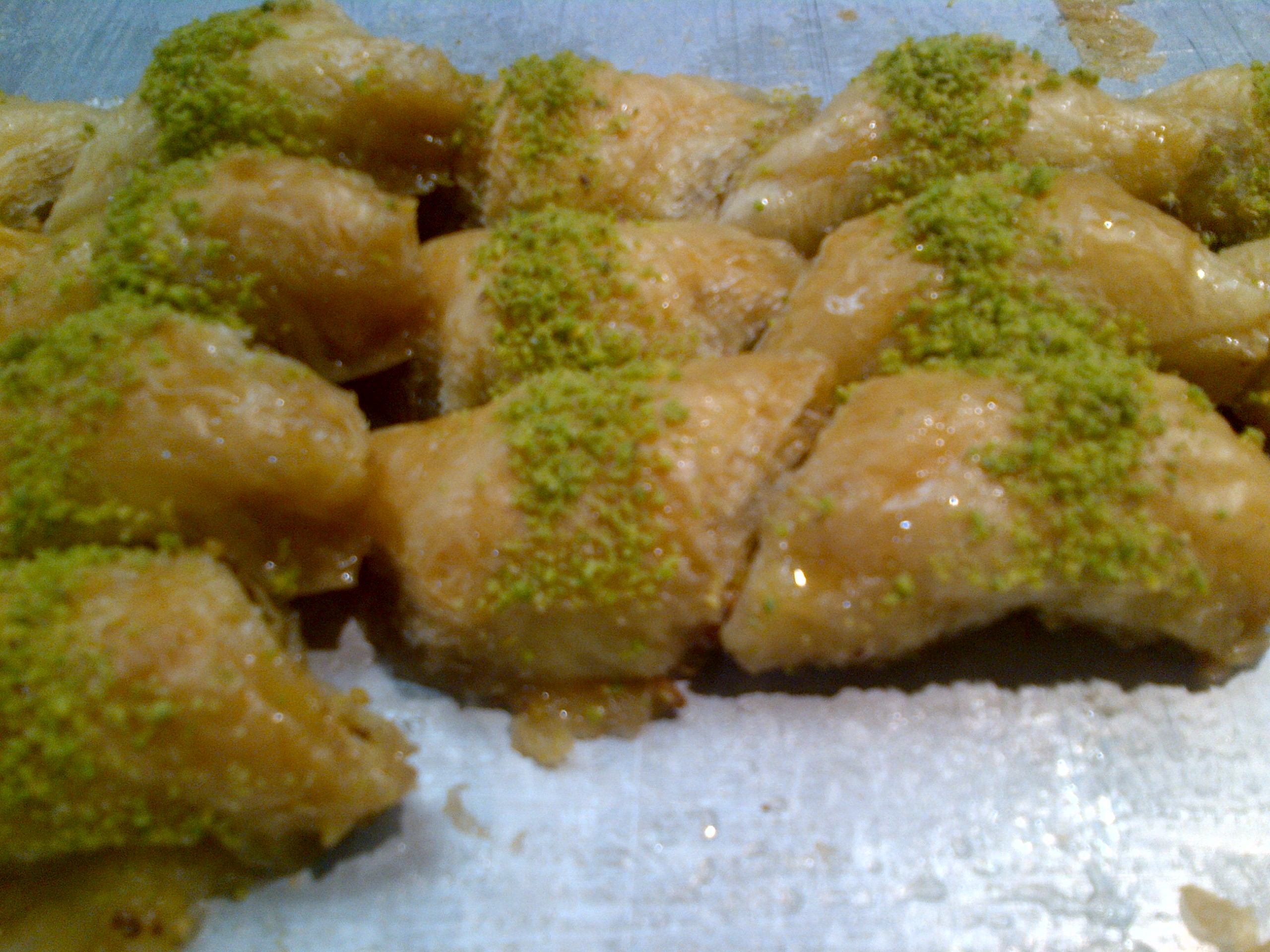
Şöbiyet en una fleca d'Ankara.

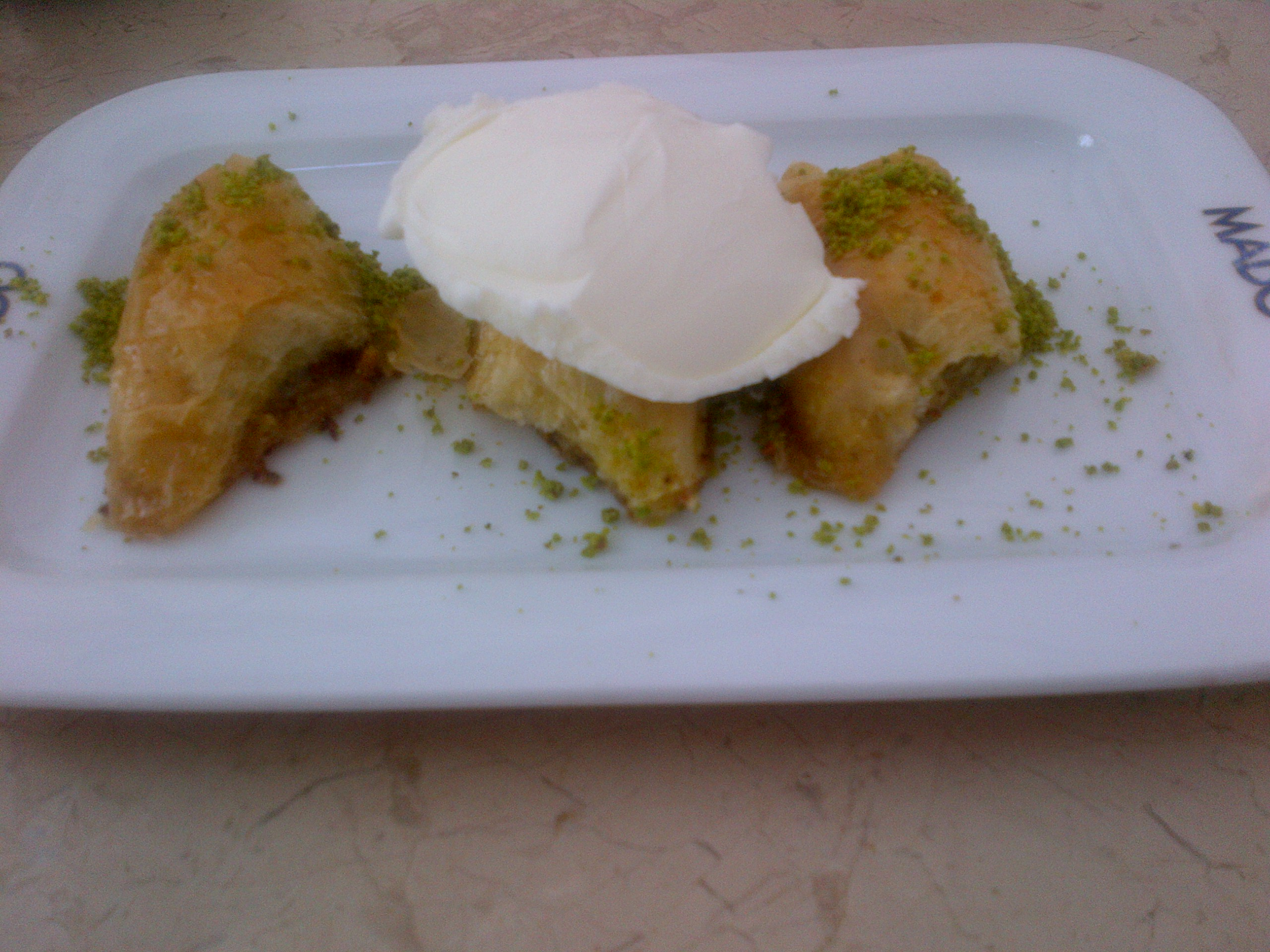
Şöbiyet amb Maraş dondurma, una varietat de gelat de Turquia.

Şöbiyet són unes postres de la cuina turca fetes amb yufka (massa fina), xarop i kaymak, un tipus de crema, que es fa servir com a farciment a la massa (no és kaymak). Es poden considerar una varietat del baklava. La forma de şöbiyet és una mica diferent de la del baklava i damunt s'hi posa festuc picat o ratllat.